# Masilonyana
Masilonyana (officieel Masilonyana Local Municipality) is een gemeente in het Zuid-Afrikaanse district Lejweleputswa.
Masilonyana ligt in de provincie Vrijstaat en telt 63.334 inwoners.

## Hoofdplaatsen
Het nationaal instituut voor de statistiek, Stats SA, deelt sinds de census 2011 deze gemeente in in 10 zogenaamde hoofdplaatsen (main place):
Brandfort • Ikgomotseng • Majemasweu • Makeleketle • Masilo • Masilonyana NU • Theunissen • Tshepong • Verkeerdevlei • Winburg.